# Hrabstwo Wayne (Ohio)
Hrabstwo Wayne (ang. Wayne County) – hrabstwo w stanie Ohio w Stanach Zjednoczonych. Obszar całkowity hrabstwa obejmuje powierzchnię 556,31 mil2 (1 440,85 km²). Według danych z 2010 r. hrabstwo miało 114 520 mieszkańców. Hrabstwo powstało 4 stycznia 1812 roku i nosi imię Anthony'ego Wayne'a, generała wojny o niepodległość Stanów Zjednoczonych.

## Sąsiednie hrabstwa
- Medina (północ)
- Summit (północny wschód)
- Stark (wschód)
- Holmes (południe)
- Ashland (zachód)

## Miasta
- Orrville
- Rittman
- Wooster

## Wioski
- Apple Creek
- Burbank
- Congress
- Dalton
- Doylestown
- Fredericksburg
- Marshallville
- Mount Eaton
- Shreve
- Smithville
- West Salem

## CDP
- Kidron
- New Pittsburg
- Sterling